# (8079) Bernardlovell
(8079) Bernardlovell (1986 XF1) – planetoida z grupy pasa głównego asteroid okrążająca Słońce w ciągu 3,66 lat w średniej odległości 2,37 au. Odkryta 4 grudnia 1986 roku.